# 国税徴収法
国税徴収法（こくぜいちょうしゅうほう、昭和34年4月20日法律第147号）は、国税収入の確保に関する日本の法律である。国税徴収法（明治30年法律第21号）を全部改正して制定された。
具体的には、次のこと等が定められている。
1. 国税債権と他の債権（地方税に係る債権、被担保債権、私債権）との優先関係の調整
2. 第二次納税義務
3. 滞納処分の手続、猶予、停止

他法において、債務が履行されない場合の規定に、「…については、国税滞納処分の例により差し押さえる…」といった形で頻繁に引用されている。具体的には、関税法、地方税法、労働保険徴収法、会社更生法、国民年金法、介護保険法、行政代執行法、土地収用法などにその例が認められる。
この法律に基づいて、政令の国税徴収法施行令および財務省令の国税徴収法施行規則が、定められている。

## 構成
- 第1章　総則（第1条～第7条）
- 第2章　国税と他の債権との調整 
  - 第1節　一般的優先の原則（第8条～第11条）
  - 第2節　国税及び地方税の調整（第12条～第14条）
  - 第3節　国税と被担保債権との調整（第15条～第22条）
  - 第4節　国税と仮登記又は譲渡担保に係る債権との調整（第23条～第25条）
  - 第5節　国税及び地方税等と私債権との競合の調整（第26条）
- 第3章　第二次納税義務（第27条～第41条）
- 第4章　削除
- 第5章　滞納処分
  - 第1節　財産の差押
    - 1款　通則（第47条～第55条）
    - 第2款　動産又は有価証券の差押（第56条～第61条）
    - 第3款　債権の差押（第62条～第67条）
    - 第4款　不動産等の差押（第68条～第71条）
    - 第5款　無体財産権等の差押（第72条～第74条）
    - 第6款　差押禁止財産（第75条～第78条）
    - 第7款　差押の解除（第79条～第81条）

  - 第2節　交付要求（第82条～第88条）
  - 第3節　財産の換価 
    - 第1款　通則（第89条～第93条）
    - 第2款　公売（第94条～第108条）
    - 第3款　随意契約による売却（第109条・第110条）
    - 第4款　売却決定（第112条～第214条）
    - 第5款　代金納付及び権利移転（第115条～第127条）

  - 第4節　換価代金等の配当（第128条～第135条）
  - 第5節　滞納処分費（第136条～第138条）
  - 第6節　雑則 
    - 第1款　滞納処分の効力（第139条・第140条）
    - 第2款　財産の調査（第141条～第147条）
- 第6章　滞納処分に関する猶予及び停止等 
  - 第1節　換価の猶予（第148条～第152条）
  - 第2節　滞納処分の停止（第153条～第157条）
  - 第3節　保全担保及び保全差押（第158条～第160条）
- 第7章　削除
- 第8章　不服審査及び訴訟の特例（第166条～第173条）
- 第9章　雑則（第174条～第186条）
- 第10章　罰則（第187条～第189条）